# Fire HD
Il Fire HD, noto anche come Kindle Fire HD, è un membro della famiglia dei tablet Amazon Fire. La famiglia è composta da otto generazioni: 7" (modello 2012), 8.9" (modello 2012), 7" (modello 2013), 6" e 7" (modelli 2014), 8" e 10.1 "(modelli 2015), 8" (Modello 2016), 8" e 10.1" (modelli 2017), 8" (modello 2018).
Il primo modello è stato annunciato il 6 settembre 2012 ed era disponibile in due versioni, 7 "e 8.9". Il modello da 7" è stato rilasciato negli Stati Uniti il 14 settembre, successivamente il 25 ottobre in Francia, Germania, Italia, Spagna, Regno Unito e, infine, il 18 dicembre in Giappone. Il modello da 8.9" è stato rilasciato il 20 novembre negli Stati Uniti, in Giappone il 12 marzo 2013, in Germania il 13 marzo e in India il 27 giugno.
Il 25 settembre 2013 è stata rilasciata la seconda generazione di Fire HD. Il prezzo del Fire HD 7" è stato ridotto, la velocità del processore è stata aggiornata a 1,5   GHz, aggiornamento del sistema operativo da uno "Android based" ad un fork proprietario di Android chiamato Fire OS 3, è stata rimossa la fotocamera frontale, è statousato un nuovo fattore di forma e sono state ridotte le opzioni di archiviazione disponibili. Inoltre, è stato introdotto il successore di Fire HD Kindle Fire HDX.
Il 2 ottobre 2014 è stata rilasciata la terza generazione di Fire HD, che fa parte della quarta generazione dei Tablet Fire, con dimensioni dello schermo di 6 e 7 pollici. Inoltre, il nome "Kindle", è stato ufficialmente rimosso dal nome dei tablet.
Nel settembre 2015, Amazon ha rilasciato una nuova gamma di tablet Fire con dimensioni 7, 8 e 10.1 pollici. Il 7 pollici era semplicemente chiamato Fire 7, mentre l'8" e il 10.1" erano chiamati rispettivamente Fire HD 8 e Fire HD 10. A settembre 2016, Amazon ha annunciato il nuovo Fire HD 8 con Alexa.
Nel 2017, è stata rilasciata la settima generazione Fire 7 Fire HD 8. Le differenze principali tra i modelli HD 8 di 6ª e 7ª generazione, erano: il prezzo, la rimozione del giroscopio, l'aumento della dimensione di memoria massima supportata come scheda SD e il migliore chip grafico.

## Design
I tablet Fire sono dotati di schermi LCD touchscreen multi-touch. Il modello da 7" di prima generazione contiene un processore OMAP 4460 di Texas Instruments, mentre il modello da 8.9" utilizza un processore OMAP 4470. Tutti e tre i modelli sono dotati di audio Dolby e altoparlanti stereo. Gli altoparlanti del modello da 7" sono dual driver, mentre i modelli da 8.9" sono single driver. Il dispositivo ha due antenne Wi-Fi che supportano 2.4 GHz e 5 GHz e che utilizzano la tecnologia MIMO per migliorare la ricezione. Il Fire HD ha inoltre aggiunto la connettività Bluetooth, che consente agli utenti di connettere una serie di accessori wireless tra cui, per esempio, le tastiere. I modelli di prima generazione hanno una porta HDMI, ma questa manca sulle generazioni future.

## Modelli
| Generazione                | Generazione                | Generazione                | 2ª generazione (2012)                                   | Generazione 2.5(2012)                                  | 3ª generazione (2013)                                   | 4ª generazione (2014) | 5ª generazione (2015) | 6ª generazione(2016)                                   | 7ª generazione(2017)                                   | 7ª generazione(2017)                                    | 8ª generazione (2018)                               |      |
| Modello                    | Modello                    | Modello                    | Kindle Fire HD 7"                                       | Kindle Fire HD 8.9"                                    | Kindle Fire HD                                          | Fire HD 6 e 7 | Fire HD 8 e 10 | Fire HD 8                                              | Fire HD 8                                              | Fire HD 10                                              | Fire HD 8                                           |      |
| -------------------------- | -------------------------- | -------------------------- | ------------------------------------------------------- | ------------------------------------------------------ | ------------------------------------------------------- | --- | --- | ------------------------------------------------------ | ------------------------------------------------------ | ------------------------------------------------------- | --------------------------------------------------- | ---- |
| Data di distribuzione      | Data di distribuzione      | Data di distribuzione      | 14-09-2012                                              | 20-11-2012                                             | 2-10-2013                                               | 2-10-2014 | 30-09-2015 | 21-09-2016                                             | 7-06-2017                                              | 11-10-2017                                              | 4-10-2018                                           |      |
| Numero del modello         | Numero del modello         | Numero del modello         |                                                         |                                                        |                                                         | | | KFGIWI                                                 | KFDOWI                                                 | KFSUWI                                                  | KFKAWI                                              |      |
| Stato                      | Stato                      | Stato                      | Discontinued                                            | Discontinued                                           | Discontinued                                            | Discontinued | Discontinued | Discontinued                                           | Supported                                              | Supported                                               | Current                                             |      |
| OS                         | OS                         | OS                         | Basato su Android 4.0.3                                 | Basato su Android 4.0.3                                | Fire OS 4                                               | Fire OS 5 | Fire OS 5 | Fire OS 5                                              | Fire OS 5                                              | Fire OS 5                                               | Fire OS 6                                           |      |
| Versione del sistema       | Versione del sistema       | Versione del sistema       | 7.5.1                                                   | 8.5.1                                                  | 4.5.5.5                                                 | 5.6.1.0 | 5.6.3.0 | 5.6.3.0                                                | 5.6.4.0                                                | 5.6.4.0                                                 | 6.3.1.4                                             |      |
| Schermo                    | Dimensione (diagonale)     | Dimensione (diagonale)     | 7 in (18 cm)                                            | 8,9 in (23 cm)                                         | 7 in (18 cm)                                            | HD 6: 6 in (15 cm) HD 7: 7 in (18 cm)                                                                                       | HD 8: 8 in (20 cm) HD 10: 10 in (25 cm)                                                                                     | 8 in (20 cm)                                           | 8 in (20 cm)                                           | 10,1 in (26 cm)                                         | 8 in (20 cm)                                        |      |
| Schermo                    | Risoluzione                | Risoluzione                | 1280 × 800                                              | 1920 × 1200                                            | 1280 × 800                                              | 1280 × 800 | 1280 × 800 | 1280 × 800                                             | 1280 × 800                                             | 1920 x 1200                                             | 1280 x 800                                          |      |
| Schermo                    | Densità                    | Densità                    | 216 ppi                                                 | 254 ppi                                                | 216 ppi                                                 | HD 6: 252 ppi HD 7: 216 ppi                                                                                                 | HD 8: 189 ppi HD 10: 149 ppi                                                                                                | 189 ppi                                                | 189 ppi                                                | 224 ppi                                                 | 189 ppi                                             |      |
| CPU                        | Produttore                 | Produttore                 | Texas Instruments                                       | Texas Instruments                                      | Texas Instruments                                       | MediaTek | MediaTek | MediaTek                                               | MediaTek                                               | MediaTek                                                | MediaTek                                            |      |
| CPU                        | Tipo                       | Tipo                       | Dual-core OMAP4                                         | Dual-core OMAP4                                        | Dual-core OMAP4                                         | Quad-core ARM big.LITTLE | Quad-core ARM big.LITTLE | Quad-core                                              | Quad-core                                              | Quad-core                                               | Quad-core                                           |      |
| CPU                        | Modello                    | Modello                    | 4460 HS                                                 | 4470 HS                                                | 4470 HS                                                 | MT8135V | MT8135V | MT8163V/B                                              | MT8163V/B                                              | MT8173                                                  | MT8163V/B                                           |      |
| CPU                        | Core                       | Core                       | 2x ARM Cortex-A9 @ 1.2 GHz                              | 2x ARM Cortex-A9 @ 1.5 GHz                             | 2x ARM Cortex-A9 @ 1.5 GHz                              | 2x ARM Cortex-A15 @ 1.5 GHz 2x ARM Cortex-A7 @ 1.2 GHz                                                                      | 2x ARM Cortex-A15 @ 1.5 GHz 2x ARM Cortex-A7 @ 1.2 GHz                                                                      | 4x ARM Cortex-A53 @ 1.3 GHz                            | 4x ARM Cortex-A53 @ 1.3 GHz                            | 2x ARM Cortex-A72 @ 1.8 GHz 2x ARM Cortex-A53 @ 1.4 GHz | 4x ARM Cortex-A53 @ 1.3 GHz                         |      |
| CPU                        | Ampiezza                   | Ampiezza                   | 32-bit                                                  | 32-bit                                                 | 32-bit                                                  | 32-bit | 32-bit | 64-bit (in 32-bit mode)                                | 64-bit (in 32-bit mode)                                | 64-bit (in 32-bit mode)                                 | 64-bit (in 32-bit mode)                             |      |
| GPU                        | Designer                   | Designer                   | Imagination Technologies                                | Imagination Technologies                               | Imagination Technologies                                | Imagination Technologies | Imagination Technologies | ARM Holdings                                           | ARM Holdings                                           | Imagination Technologies                                | ARM Holdings                                        |      |
| GPU                        | Tipo                       | Tipo                       | PowerVR                                                 | PowerVR                                                | PowerVR                                                 | PowerVR | PowerVR | Mali                                                   | Mali                                                   | PowerVR                                                 | Mali                                                |      |
| GPU                        | Modello                    | Modello                    | SGX540                                                  | SGX544                                                 | SGX544                                                  | G6200 | G6200 | T720 MP2                                               | T720 MP2                                               | GX6250                                                  | T720 MP2                                            |      |
| GPU                        | Clock                      | Clock                      | 384 MHz                                                 | 384 MHz                                                | 384 MHz                                                 | 450 MHz | 450 MHz | 650 MHz                                                | ?                                                      | ?                                                       | ?                                                   |      |
| RAM                        | RAM                        | RAM                        | 1 GiB                                                   | 1 GiB                                                  | 1 GiB                                                   | 1 GiB | 1 GiB | 1.5 GiB                                                | 1.5 GiB                                                | 2 GiB                                                   | 1.5 GiB                                             |      |
| Memoria                    | Interna                    | Wi-Fi                      | 16 GB o 32 GB                                           | 16 GB o 32 GB                                          | 8 GB o 16 GB                                            | 8 GB o 16 GB | HD 8: 8–16 GB HD 10: 16–64 GB                                                                                               | 16 GB o 32 GB                                          | 16 GB o 32 GB                                          | 32 GB o 64 GB                                           | 16 GB o 32 GB                                       |      |
| Memoria                    | Interna                    | +Cellular                  | N.D.                                                    | 32 GB o 64 GB                                          | N.D.                                                    | N.D. | N.D. | N.D.                                                   | N.D.                                                   | N.D.                                                    | N.D.                                                | N.D. |
| Memoria                    | Esterna                    | Esterna                    | N.D.                                                    | N.D.                                                   | N.D.                                                    | N.D. | Up to 128 GB microSDXC | Up to 200 GB microSDXC                                 | Up to 256 GB microSDXC                                 | Up to 256 GB microSDXC                                  | Up to 400 GB microSDXC                              |      |
| Fotocamera                 | Posteriore                 | Posteriore                 | N.D.                                                    | N.D.                                                   | N.D.                                                    | 2 MP | 5 MP | 2 MP                                                   | 2 MP                                                   | 2 MP                                                    | 2 MP                                                |      |
| Fotocamera                 | Anteriore                  | Anteriore                  | 1.3 MP HD 720p                                          | 1.3 MP HD 720p                                         | N.D.                                                    | 0.3 MP | 1.3 MP HD 720p | 0.3 MP                                                 | 0.3 MP                                                 | 0.3 MP                                                  | 2 MP                                                |      |
| Microfono                  | Microfono                  | Microfono                  | Si                                                      | Si                                                     | N.D.                                                    | Si | Si | Si                                                     | Si                                                     | Si                                                      | Si                                                  |      |
| HDMI                       | HDMI                       | HDMI                       | microHDMI                                               | microHDMI                                              | N.D.                                                    | Amazon HDMI Adapter | N.D. | N.D.                                                   | N.D.                                                   | N.D.                                                    | N.D.                                                | N.D. |
| Bluetooth                  | Bluetooth                  | Bluetooth                  | Bluetooth 3.0 + EDR (HID and A2DP profiles only)        | Bluetooth 3.0 + EDR (HID and A2DP profiles only)       | Bluetooth 4.0 + EDR (HID and A2DP profiles only)        | Bluetooth 4.0 LE | Bluetooth 4.0 LE | Bluetooth 4.1 LE                                       | Bluetooth 4.1 LE                                       | Bluetooth 4.1 LE                                        | Bluetooth 4.1 LE                                    |      |
| Wireless                   | Wireless                   | Wi-Fi                      | Dual-band 802.11 a/b/g/n                                | Dual-band 802.11 a/b/g/n                               | Dual-band 802.11 a/b/g/n                                | Single-band 802.11 b/g/n | Dual-band 802.11 a/b/g/n/ac                                                                                                 | Dual-band 802.11 a/b/g/n                               | Dual-band 802.11 a/b/g/n                               | Dual-band a/b/g/n/ac                                    | Dual-band 802.11 a/b/g/n                            |      |
| Wireless                   | Wireless                   | +Cellular                  | N.D.                                                    | aggiunge 4G LTE                                        | N.D.                                                    | N.D. | N.D. | N.D.                                                   | N.D.                                                   | N.D.                                                    | N.D.                                                | N.D. |
| GPS                        | GPS                        | Wi-Fi                      | Wi-Fi based                                             | Wi-Fi based                                            | Wi-Fi based                                             | Wi-Fi based | Wi-Fi based | Wi-Fi based                                            | Wi-Fi based                                            | Wi-Fi based                                             | Wi-Fi based                                         |      |
| GPS                        | GPS                        | +Cellular                  | N.D.                                                    | aggiunge GPS e aGPS                                    | N.D.                                                    | N.D. | N.D. | N.D.                                                   | N.D.                                                   | N.D.                                                    | N.D.                                                | N.D. |
| Prossimità                 | Prossimità                 | Wi-Fi                      | N.D.                                                    | N.D.                                                   | N.D.                                                    | N.D. | N.D. | N.D.                                                   | N.D.                                                   | N.D.                                                    | N.D.                                                | N.D. |
| Prossimità                 | Prossimità                 | +Cellular                  | N.D.                                                    | Yes                                                    | N.D.                                                    | N.D. | N.D. | N.D.                                                   | N.D.                                                   | N.D.                                                    | N.D.                                                | N.D. |
| Bussola                    | Bussola                    | Wi-Fi                      | N.D.                                                    | N.D.                                                   | N.D.                                                    | N.D. | N.D. | N.D.                                                   | N.D.                                                   | N.D.                                                    | N.D.                                                | N.D. |
| Bussola                    | Bussola                    | +Cellular                  | N.D.                                                    | Yes                                                    | N.D.                                                    | N.D. | N.D. | N.D.                                                   | N.D.                                                   | N.D.                                                    | N.D.                                                | N.D. |
| Sensore di luce ambientale | Sensore di luce ambientale | Sensore di luce ambientale | Yes                                                     | Yes                                                    | N.D.                                                    | N.D. | N.D. | Yes                                                    | Yes                                                    | Yes                                                     | Yes                                                 |      |
| Accelerometro              | Accelerometro              | Accelerometro              | Yes                                                     | Yes                                                    | Yes                                                     | Yes | Yes | Yes                                                    | Yes                                                    | Yes                                                     | Yes                                                 |      |
| Giroscopio                 | Giroscopio                 | Giroscopio                 | Yes                                                     | Yes                                                    | Yes                                                     | Yes | Yes | Yes                                                    | N.D.                                                   | N.D.                                                    | N.D.                                                | N.D. |
| Barometro                  | Barometro                  | Barometro                  | N.D.                                                    | N.D.                                                   | N.D.                                                    | N.D. | N.D. | N.D.                                                   | N.D.                                                   | N.D.                                                    | N.D.                                                | N.D. |
| Connettori                 | Connettori                 | Connettori                 | - USB 2.0 Micro-B - Micro HDMI - 3.5mm audio jack       | - USB 2.0 Micro-B - Micro HDMI - 3.5mm audio jack      | - USB 2.0 Micro-B - 3.5mm audio jack                    | - USB 2.0 Micro-B (SlimPort-compatible) - 3.5mm audio jack                                                                  | - USB 2.0 Micro-B - 3.5mm audio jack                                                                                        | - USB 2.0 Micro-B - 3.5mm audio jack                   | - USB 2.0 Micro-B - 3.5mm audio jack                   | - USB 2.0 Micro-B - 3.5mm audio jack                    | - USB 2.0 Micro-B - 3.5mm audio jack                |      |
| Peso                       | Peso                       | Wi-Fi                      | 395 g (13,9 oz)                                         | 545 g (19,2 oz)                                        | 345 g (12,2 oz)                                         | HD 6: 290 g (10 oz) HD 7: 337 g (11,9 oz)                                                                                   | HD 8: 311 g (11,0 oz) HD 10: 432 g (15,2 oz)                                                                                | 341 g (12,0 oz)                                        | 369 g (13,0 oz)                                        | 500 g (17.7 oz)                                         | 363 g (12.8 oz)                                     |      |
| Peso                       | Peso                       | +Cellular                  | N.D.                                                    | 567 g (20,0 oz)                                        | N.D.                                                    | N.D. | N.D. | N.D.                                                   | N.D.                                                   | N.D.                                                    | N.D.                                                | N.D. |
| Dimensioni                 | Dimensioni                 | Dimensioni                 | 193 mm × 137 mm × 10,3 mm (7,60 in × 5,39 in × 0,41 in) | 240 mm × 160 mm × 8,8 mm (9,45 in × 6,30 in × 0,35 in) | 191 mm × 128 mm × 10,6 mm (7,52 in × 5,04 in × 0,42 in) | HD 6: 160 mm × 103 mm × 10,7 mm (6,30 in × 4,06 in × 0,42 in) HD 7: 191 mm × 128 mm × 10,6 mm (7,52 in × 5,04 in × 0,42 in) | HD 8: 214 mm × 128 mm × 7,7 mm (8,43 in × 5,04 in × 0,30 in) HD 10: 262 mm × 159 mm × 7,7 mm (10,31 in × 6,26 in × 0,30 in) | 214 mm × 128 mm × 9,2 mm (8,43 in × 5,04 in × 0,36 in) | 214 mm × 128 mm × 9,7 mm (8,43 in × 5,04 in × 0,38 in) | 262 mm x 159 mm x 9.8 mm (10.3 in x 6.3 in x 0.4 in)    | 214 mm x 128 mm x 9.7 mm (8.4 in x 5.0 in x 0.4 in) |      |
| Batteria                   | Batteria                   | Batteria                   | 4400 mAh                                                | 6000 mAh                                               | 4400 mAh                                                | 8.5 ore | 3830mAh / 8 ore | 4750 mAh/ 12 ore                                       | 4750 mAh/ 12 ore                                       | 6300mAh / 10 ore                                        | 4750mAh / 10 ore                                    |      |